# Andvakia mirabilis
Andvakia mirabilis is een zeeanemonensoort uit de familie Andvakiidae.
Andvakia mirabilis is voor het eerst wetenschappelijk beschreven door Danielssen in 1890.